# Чиклис, Майкл
Майкл Чарльз Чи́клис (англ. Michael Charles Chiklis, род. 30 августа 1963, Лоуэлл, Массачусетс, США) — американский актёр, телережиссёр и телевизионный продюсер. Обладатель премий «Эмми» (2002) и «Золотой глобус» (2003) за исполнение главной роли Вика Мэкки в телесериале «Щит» (2002—2008).
Помимо «Щита», широкому зрителю Чиклис известен благодаря сериалам «Американская история ужасов», «Вегас», «Необыкновенная семейка» и фильмам «Фантастическая четвёрка» (2005) и «Фантастическая четвёрка: Вторжение Серебряного сёрфера» (2007), где он исполнил роль супергероя Бена Гримма / Существа.

## Биография
Майкл Чиклис родился в Лоуэлле (Массачусетс) в греко-ирландской семье. Его предки жили на острове Лесбос. Детство провел в Андовере и уже с пяти лет начал развлекать семью, имитируя знаменитостей. В возрасте 13 лет он начал выступать в местном театре и стал членом Actors' Equity Association. Чиклис окончил колледж изящных искусств при Бостонском университете. В 20 лет побрил свою голову, чтобы выглядеть, как полысевший мужчина из фильма «С собой не унесёшь». Неправильное обращение с гримом убило фолликулы на его голове, из-за чего он облысел.
21 июня 1992 года Майкл женился на Мишель Эпштейн. У них есть две дочери: Отом (род. 1993) и Одесса (род. 1999).
Чиклис — фанат Boston Red Sox и Boston Bruins.

### Карьера
После окончания учёбы Чиклис переехал в Бруклин, Нью-Йорк. Вскоре он получил роль Джона Белуши в провальном биографическом фильме «В напряжении» (1989). Далее неоднократно «мелькал» на телевидении в довольно популярных телесериалах — «Полиция Майами», «Закон Лос-Анджелеса», «Умник», «Мерфи Браун», «Сайнфелд», а также в 1995 году сыграл в фильме «Никсон» с Энтони Хопкинсом в главной роли. Первый успех пришёл к молодому актёру благодаря сериалу «Комиссар полиции» (1991—1996).
С 2002 по 2008 год Майкл Чиклис исполнял главную роль коррумпированного полицейского Вика Мэкки в известном криминально-драматическом телесериале «Щит». Сериал был благоприятно принят как зрителями, так и критиками, а Чиклис за эту роль был удостоен множества наград — в 2002 году, например, он выиграл премию «Эмми» в категории «Лучший актёр в драматическом сериале», а в 2003 году — получил «Золотой глобус» в той же номинации.
В 2010—2011 годах играл главную роль в сериале «Необыкновенная семейка», в 2012—2013 — главную роль в сериале «Вегас», а в 2014 году исполнил одну из главных ролей в четвёртом сезоне сериала «Американская история ужасов».

## Фильмография
| Год       |    | Русское название                                       | Оригинальное название                        | Роль                      |
| --------- | -- | ------------------------------------------------------ | -------------------------------------------- | ------------------------- |
| 1989      | с  | Полиция Майами                                         | Miami Vice                                   | Джеффри Уайтхед           |
| 1989      | ф  | В напряжении                                           | Wired                                        | Джон Белуши               |
| 1989      | с  | Умник                                                  | Wiseguy                                      | Карло Сполетта            |
| 1990      | ф  | Убийство в дождь                                       | The Rain Killer                              | Риз                       |
| 1990—1991 | с  | Закон Лос-Анджелеса                                    | L.A. Law                                     | Джимми Хоффс              |
| 1991      | с  | Сайнфелд                                               | Seinfeld                                     | Стив                      |
| 1991—1996 | с  | Комиссар полиции                                       | The Commish                                  | Тони Скали                |
| 1995      | ф  | Никсон                                                 | Nixon                                        | телережиссёр              |
| 2002—2008 | с  | Щит                                                    | The Shield                                   | Вик Мэкки                 |
| 2005      | ф  | Фантастическая четвёрка                                | Fantastic Four                               | Бен Гримм / Существо      |
| 2007      | ф  | Вампирша                                               | Rise: Blood Hunter                           | Клайд Роулинс             |
| 2007      | ф  | Фантастическая четвёрка: Вторжение Серебряного сёрфера | Fantastic Four: Rise of the Silver Surfer    | Бен Гримм / Существо      |
| 2008      | ф  | На крючке                                              | Eagle Eye                                    | министр обороны Коллистер |
| 2010—2011 | с  | Необыкновенная семейка                                 | No Ordinary Family                           | Джим Пауэлл               |
| 2012—2013 | с  | Вегас                                                  | Vegas                                        | Винсент Савино            |
| 2013      | ф  | Паркер                                                 | Parker                                       | Меландер                  |
| 2014      | ф  | Игра на высоте                                         | When the Game Stands Tall                    | Терри Эйдсон              |
| 2014      | с  | Сыны анархии                                           | Sons of Anarchy                              | Майло                     |
| 2014—2015 | с  | Американская история ужасов: Фрик-шоу                  | American Horror Story: Freak Show            | Дель Толедо               |
| 2016      | ф  | Трансформация                                          | Rupture                                      | [ 17 ]                    |
| 2015—2017 | с  | Готэм                                                  | Gotham                                       | Натаниэль Барнс / Палач   |
| 2016      | ф  | Всё по новой                                           | The Do-Over                                  | Кармин                    |
| 2017      | мф | Мазафакер                                              | Mutafukaz                                    | Крокодил                  |
| 2022      | с  | Время побеждать: Расцвет династии Лейкерс              | Winning Time: The Rise of the Lakers Dynasty | Ред Ауэрбах               |